# Resist Records
Resist Records is een onafhankelijk platenlabel en muziekwinkel uit Australië. Het is begonnen als een muziekwinkel en werd door Scott McFayden (zanger van Toe To Toe) opgericht in 1996. Zijn vriend, Graham Nixon, kwam in 1998 bij Resist werken en de twee besloten om een platenmaatschappij op te richten. Het label richt zich vooral op punkrock en hardcore punk, maar ook op andere genres zoals metalcore en post-hardcore, hetzij in mindere mate. De eerste uitgave van het label was een 7" single van Found My Direction.
Hoewel McFaden en Nixon het label samen zijn gestart, is Nixon nu degene die het label bestuurd. McFaden is minder actief vanwege zijn werk met zijn nieuwe label en zijn eerste kind.
Het label heeft tot nu toe nog alleen maar Australische artiesten en bands gecontracteerd. Het regelt ook de distributie van overzeese bands in Australië.
Resist organiseert elk jaar een hardcore punk festival, waar lokale en international hardcore punk bands spelen.

## Bands die bij Resist spelen
- 50 Lions
- Against Me! (distributie in Australië)
- Blkout
- Break Even
- Burning Love (distributie in Australië)
- Confession
- Choke
- Crisis Alert
- The Gaslight Anthem (distributie in Australië)
- I Exist
- Iron Mind

- La Dispute (distributie in Australië)
- Miles Away
- Mindsnare
- Outsiders Code
- Parkway Drive
- Shackles
- Survival
- Terror (distributie in Australië)
- Vices
- Vigilante
- Warbrain

## Bands die bij Resist hebben gespeeld
- A Death in the Family
- After The Fall
- Bad Blood
- Betrayed
- Carpathian
- Clever Species
- Coué Method
- Cry Murder
- Day of Contempt
- The Dead Walk!
- The Disables
- Forza Liandri
- Found My Direction
- God So Loved The World
- Her Nightmare
- The Hope Conspiracy
- The Hot Lies

- Icepick
- I Killed the Prom Queen
- Internal Affairs
- Irrelevant
- Just Say Go!
- The Killchoir Project
- Last Nerve
- No Apologies
- Panic
- Shotpointblank
- Stronger Than Hate
- Taking Sides
- Toe to Toe
- Toy Boats
- Where's the Pope?
- Zombie Ghost Train